# Kim Jun-Ho
Kim Jun-Ho (en coreano: 김준호; 26 de mayo de 1994) es un deportista surcoreano que compite en esgrima, especialista en la modalidad de sable.
Participó en los Juegos Olímpicos de Tokio 2020, obteniendo una medalla de oro en la prueba por equipos. Ganó seis medallas en el Campeonato Mundial de Esgrima entre los años 2017 y 2023.
En 2022 apareció en el episodio n.º 13 de la serie Veinticinco, veintiuno, como un miembro veterano del equipo de esgrima.

## Palmarés internacional
| Juegos Olímpicos   | Juegos Olímpicos   | Juegos Olímpicos  | Juegos Olímpicos  |
| Año                | Lugar              | Medalla           | Prueba            |
| ------------------ | ------------------ | ----------------- | ----------------- |
| 2020               | Tokio (Japón)      | Medalla de oro    | Sable por equipos |
| Campeonato Mundial |                    |                   |                   |
| Año                | Lugar              | Medalla           | Prueba            |
| 2017               | Leipzig (Alemania) | Medalla de oro    | Sable por equipos |
| 2018               | Wuxi (China)       | Medalla de oro    | Sable por equipos |
| 2018               | Wuxi (China)       | Medalla de bronce | Sable individual  |
| 2019               | Budapest (Hungría) | Medalla de oro    | Sable por equipos |
| 2022               | El Cairo (Egipto)  | Medalla de oro    | Sable por equipos |
| 2023               | Milán (Italia)     | Medalla de plata  | Sable por equipos |